# Juan Grey de Groby
Juan Grey de Groby (¿? 1432 - 7 de febrero de 1461), fue un caballero de la Casa de Lancaster, el primer marido de Isabel Woodville quien más tarde se casó con el rey Eduardo IV de Inglaterra, y el tatara-tatara-abuelo de lady Juana Grey.

## Familia
Grey era el hijo y heredero de Lady Isabel Ferrers, sexta baronesa de Groby (1419-1483) y de Sir Eduardo Grey (c. 1415-1457). Su padre fue llamado al parlamento como Baron Ferrers de Groby en el derecho de su esposa. Después de la muerte de su padre,  su padrastro, Juan Bourchier, asumió el título de su esposa, Baron de Ferrers de Groby.

## Esposa e hijos
Acerca de 1454, Grey casó con Isabel Woodville, la hija mayor de Ricardo Woodville y de Jacquetta de Luxemburgo.
Tuvieron dos hijos, Thomas Grey, más tarde marqués de Dorset, nacido en 1451, y Ricardo Grey, nacido en 1457, y ejecutado por orden de Ricardo III en junio de 1483 a los 26 años.
En 1491, Isabel, como reina viuda, se convirtió en el co-heredera de su hermano, Ricardo Woodville, 3.er Conde Ríos, sin embargo, ella murió un año después.

## Muerte
Sir Grey murió en la Segunda Batalla de San Albano en 1461, luchando por la Casa de Lancaster.